# Mike Marsh
Michael (Mike) Lawrence Marsh (Los Angeles, 4 augustus 1967) is een voormalige Amerikaanse atleet, die was gespecialiseerd in de sprint. Hij nam tweemaal deel aan de Olympische Spelen. In 1992 won hij twee gouden olympische medailles. Hij verbeterde het wereldrecord op de 4 x 100 m estafette en de 4 x 200 m estafette. Ook liep hij een olympisch record op de 4 x 100 m estafette.

## Biografie

### Jeugd
Marsh begon met hardlopen tijdens zijn studie aan de highschool van Hawthorne. Dit blijf hij doen, toen hij naar het Universiteit van Californië - Los Angeles ging. Zijn beste prestatie van zijn studententijd is het behalen van een derde plaats op de National Collegiate Athletic Association (NCAA-) kampioenschappen. In 1986 nam hij deel aan de Pan-Amerikaanse jeugdkampioenschappen. Op de 100 m won hij een zilveren medaille en op de 4 x 100 m estafette won hij goud.

### Spelen van Barcelona
Alhoewel Marsh met de Amerikaanse top mee kon komen, duurde het tot 1991 voordat hij deelnam aan een internationale wedstrijd. Hij kwalificeerde zich voor de Amerikaanse estafetteploeg op de wereldkampioenschappen van 1991. Marsh liep in de voorrondes, maar niet in de finale die werd gewonnen door Amerika. In het jaar erop werd hij vierde op de 100 m van de Amerikaanse Olympische Trials voor de Olympische Spelen van 1992 in Barcelona. Hierdoor mocht hij niet individueel starten op de 100 m, ondanks het feit dat hij eerder dat jaar in Walnut een tijd van 9,93 s had gelopen met een rugwind van + 0,6 m/s. Hij plaatste zich echter wel voor het estafetteteam. Op de 200 m werd hij tweede achter Michael Johnson en op dit onderdeel kwalificeerde hij zich dus wel voor een individueel nummer voor de Olympische Spelen.
In Barcelona verbaasde Marsh in de halve finale alle toeschouwers. Hij dwong met een tijd van 19,73, slechts één honderdste van een seconde langzamer dan het wereldrecord, een plaats af in de finale. Deze wedstrijd was opmerkelijk, omdat hij de laatste 10 m uitliep. In latere interviews gaf het te kennen, dat hij niet wist hoe snel hij liep en zich wilde sparen voor de finale, die een paar uur later gelopen zou worden. Naderhand maakten officieuze analyses duidelijk, dat hij een tijd had kunnen lopen van rond de 19,65, als hij zich niet had gespaard. Dit zou aanmerkelijk sneller geweest zijn dan het wereldrecord, dat op dat moment nog in handen was van Pietro Mennea met een op hoogte gelopen 19,72. Men verwachtte dat Mike Marsh een wereldrecord zou gaan lopen in de finale. Hij kon deze verwachting echter niet waarmaken. Marsh won de wedstrijd in 20,01 voor Namibiër Frankie Fredericks (20,13) en de Amerikaan Michael Bates (20,38). Op de 4 x 100 m estafette liep hij met 37,40 wel een wereldrecord. Dit record is pas in 2008 verbroken door Jamaica.
In tegenstelling tot wat werd verwacht, behaalde Mike Marsh als regerend olympisch kampioen geen medaille op de 200 m tijdens de WK van 1993. Zijn seizoen in 1994 ging voorbij zonder medailles. In 1995 kwam hij sterk terug. Hij won de 100 m bij de Amerikaanse kampioenschappen en vertegenwoordigde zijn land op de WK. Daar behaalde hij een teleurstellende vijfde plaats in de finale. De teleurstelling was compleet, toen de Amerikaanse estafetteploeg werd uitgeschakeld na een wisselfout.

### Spelen van Atlanta
In 1996 slaagde Marsh erin zich voor de Olympische Spelen van Atlanta te plaatsen op drie sprintonderdelen (100 m, 200 m en 4 x 100 m). Op alle drie de onderdelen kwam hij in de finale. Op de 100 m eindigde hij als vijfde. Op de 200 m eindigde hij als laatste in een wedstrijd, die werd gewonnen door Michael Johnson in een wereldrecordtijd. De Amerikaanse estafetteploeg, bestaande uit Jon Drummond, Tim Harden, Marsh en Dennis Mitchell, was de grote favoriet op dit toernooi. In de finale liep Marsh als derde loper. Het viertal moest na afloop echter genoegen nemen met het zilver, omdat de Canadese estafetteploeg onverwachts het goud opeiste.
Marsh zette na het seizoen van 1997 een punt achter zijn sportcarrière. In dit seizoen kwalificeerde hij voor de 100 m-finale op de WK, maar werd laatste.
In zijn actieve tijd was hij aangesloten bij Santa Monica Track Club.

## Titels
- Olympisch kampioen 200 m - 1992
- Olympisch kampioen 4 x 100 m - 1992
- Amerikaans kampioen 100 m - 1995
- Amerikaans kampioen 200 m - 1993

## Persoonlijke records
Outdoor
| Onderdeel | Prestatie | Datum           | Plaats    |
| --------- | --------- | --------------- | --------- |
| 100 m     | 9,93 s    | 18 april 1992   | Walnut    |
| 200 m     | 19,73 s   | 5 augustus 1992 | Barcelona |
| 400 m     | 45,56     | 1994            |           |

Indoor
| Onderdeel | Prestatie | Datum        | Plaats  |
| --------- | --------- | ------------ | ------- |
| 50 m      | 5,73 s    | 1990         |         |
| 55 m      | 6,26 s    | 1995         |         |
| 60 m      | 6,55 s    | 1 maart 1997 | Atlanta |

## Palmares

### 100 m
- 1986:  Pan-Amerikaanse jeugdkamp. - 10,23 s
- 1986: 6e Amerikaanse Olympische Trials
- 1990: 7e Grand Prix Finale
- 1992: 4e Amerikaanse Olympische Trials
- 1995: 5e WK - 10,10 s
- 1995: 8e Grand Prix Finale - 10,38 s
- 1996: 5e OS - 10,00 s
- 1997: 8e WK - 10,29 s

### 200 m
- 1992:  Amerikaanse Olympische Trials
- 1992:  OS - 20,01 s
- 1993: 4e WK - 20,18 s
- 1996: 8e OS - 20,48 s

### 4 x 100 m
- 1986:  Pan-Amerikaanse jeugdkamp
- 1986: DQ WJK
- 1992:  OS - 37,40 s (WR)
- 1996:  OS - 38,05 s

1900: John Tewksbury ·
1904: Archie Hahn ·
1908: Bobby Kerr ·
1912: Ralph Craig ·
1920: Allen Woodring ·
1924: Jackson Scholz ·
1928: Percy Williams ·
1932: Eddie Tolan ·
1936: Jesse Owens ·
1948: Mel Patton ·
1952: Andy Stanfield ·
1956: Bobby Morrow ·
1960: Livio Berruti ·
1964: Henry Carr ·
1968: Tommie Smith ·
1972: Valeri Borzov ·
1976: Don Quarrie ·
1980: Pietro Mennea ·
1984: Carl Lewis ·
1988: Joe DeLoach ·
1992: Mike Marsh ·
1996: Michael Johnson ·
2000: Konstantinos Kenteris ·
2004: Shawn Crawford ·
2008: Usain Bolt ·
2012: Usain Bolt ·
2016: Usain Bolt ·
2020: Andre De Grasse ·
2024: Letsile Tebogo
1912: Jacobs, Macintosh, d'Arcy, Applegarth ·
1920: Paddock, Scholz, Murchison, Kirksey ·
1924: Clarke, Hussey, Leconey, Murchison ·
1928: Wykoff, Quinn, Borah, Russell ·
1932: Kiesel, Toppino, Dyer, Wykoff ·
1936: Owens, Metcalfe, Draper, Wykoff ·
1948: Ewell, Wright, Dillard, Patton ·
1952: Smith, Dillard, Remigino, Stanfield ·
1956: Murchison, King, Baker, Morrow ·
1960: Cullmann, Hary, Mahlendorf, Lauer ·
1964: Drayton, Ashworth, Stebbins, Hayes ·
1968: Greene, Pender, Smith, Hines ·
1972: Black, Taylor, Tinker, Hart ·
1976: Glance, Jones, Hampton, Riddick ·
1980: Moeravjov, Sidorov, Prokofjev, Aksinin ·
1984: Graddy, Brown, Smith, Lewis ·
1988: Bryzgin, Krylov, Moeravjov, Savin ·
1992: Marsh, Burrell, Mitchell, Lewis ·
1996: Esmie, Gilbert, Surin, Bailey ·
2000: Drummond, Williams, Lewis, Greene ·
2004: Gardener, Campbell, Devonish, Lewis-Francis ·
2008: Bledman, Burns, Callender, Thompson ·
2012: Carter, Frater, Blake, Bolt ·
2016: Powell, Blake, Ashmeade, Bolt ·
2020: Desalu, Jacobs, Patta, Tortu ·
2024: Brown, Blake, Rodney, De Grasse